# Volvo S90
Volvo S90  — автомобиль бизнес-класса производства компании Volvo. Выпускался с 1997 по апрель 1998 года. Относится к европейскому сегменту E. Выпускался в кузовах седан и универсал. На момент производства это была самая престижная и дорогая модель Volvo. Всего было выпущено 26 269 седанов и 9 067 универсалов. В конце 2015 года Volvo Cars представила новый седан S90.

## Volvo S90

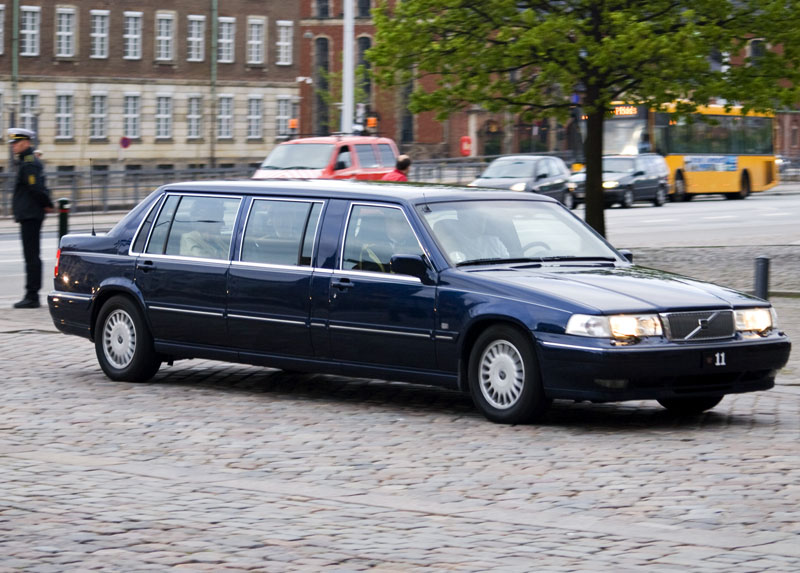
Лимузин на базе Volvo S90

Volvo S90 появилась в 1997 году как замена Volvo 960. Различия между двумя моделями были минимальные и сводились к небольшим изменениям в интерьере и экстерьере и новым цветам кузова. Также автомобиль вошел в новую систему обозначения моделей Volvo, введенную в 1996 году с появлением S40. Полностью Volvo S90 снята с конвейера в 1998 году. Это была последняя заднеприводная модель, выпущенная компанией Volvo. Всего изготовлено 26 269 экземпляров. Новым флагманом стала модель Volvo S80.
Также на базе Volvo S90 было выпущено очень небольшое количество удлиненных лимузинов и бронированных седанов.

## Volvo V90

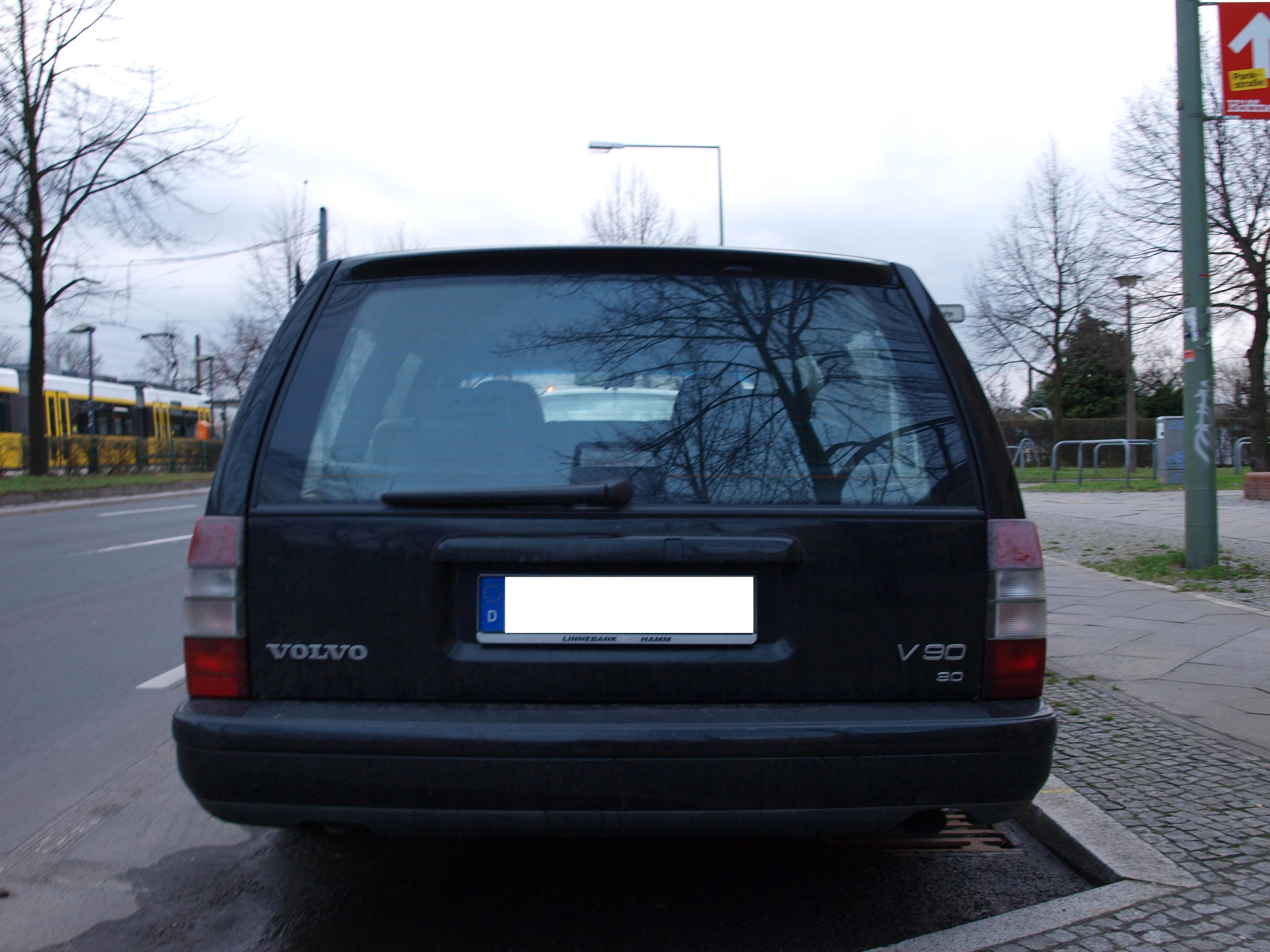
Volvo V90 вид сзади

Volvo V90 выпущена в 1997 году как замена люксового универсала Volvo 960 Estate. Производство V90 было прекращено одновременно с S90. Всего за год производства было выпущено 9 067 экземпляров. Новая флагманская модель Volvo S80 1 поколения кузова универсал не имеет, так что прямой преемник для V90 появился лишь в 2007 году, в лице V70.

## Двигатели
Автомобиль комплектовался четырьмя вариантами рядных шестицилиндровых бензиновых двигателей рабочим объемом 2,473 и 2,992 литра.
- B6254FS — 2,473 литра, 170 л. с.
- B6244FS — 2,473 литра, 179 л. с.
- B6304S2 — 2,992 литра, 180 л. с.
- B6304S — 2,992 литра, 204 л. с..

### Цена
| Модель            | Мощность, л. с. | Цена, DM |
| ----------------- | --------------- | -------- |
| S90 3.0           | 180             | 55500    |
| S90 3.0           | 204             | 62400    |
| S90 3.0 Executive | 204             | 76800    |

Доплата за кузов универсал (Volvo V90) — 1500 DM (кроме S90 3.0 Executive)